# Calle Pedro Carbo

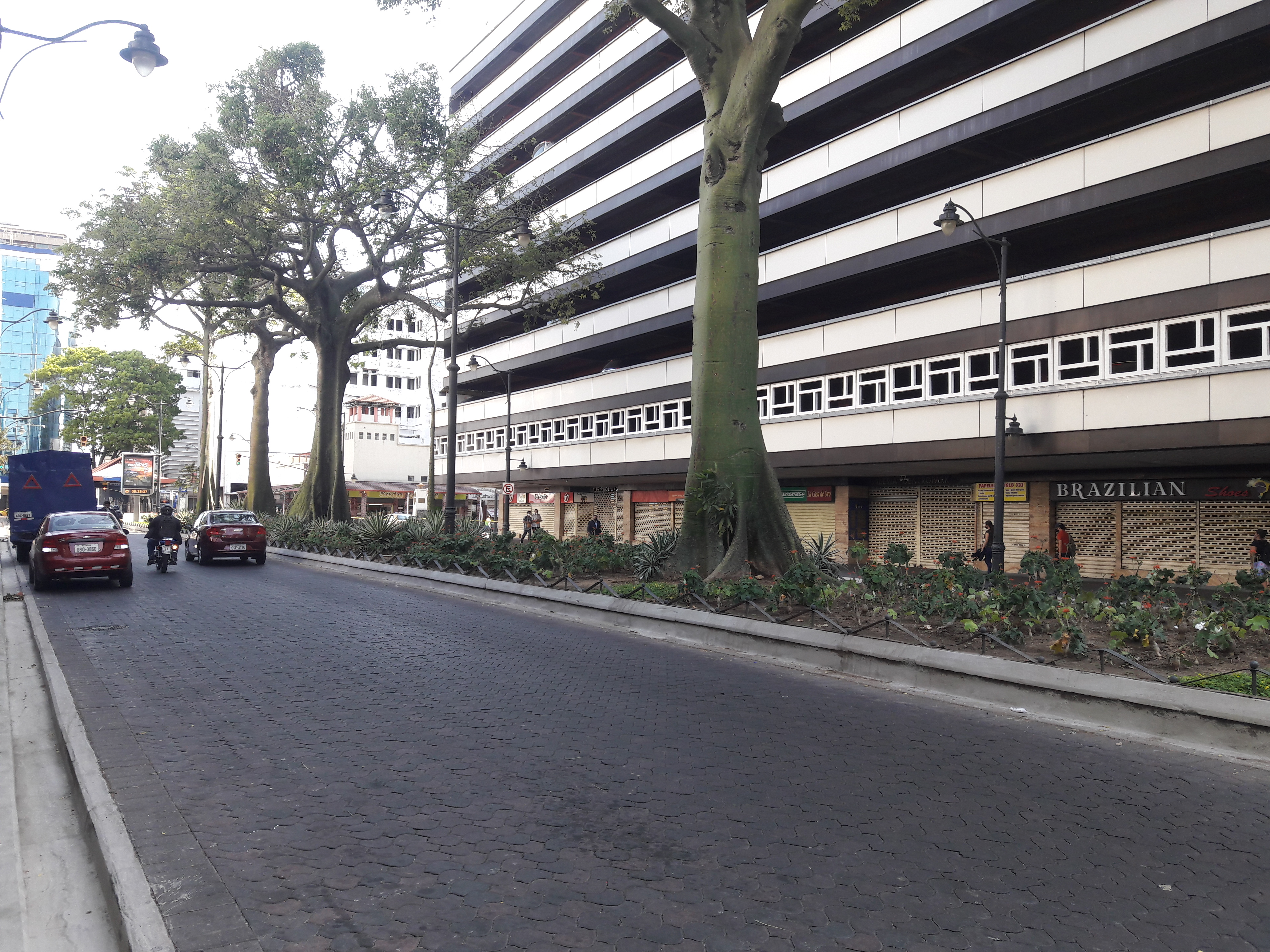
Calle Pedro Carbo

La Calle Pedro Carbo es una calle de la ciudad ecuatoriana de Guayaquil. Se ubica en el centro de la ciudad.

## Historia
Antiguamente a mediados del siglo XIX se llamaba La calle nueva, Es una importante arteria vial del centro de Guayaquil que va desde la calle Colón hasta la calle Roca. Se dirige en sentido sur norte y antes de llegar a la calle Colón se llama Eloy Alfaro. Denominada en honor al político, diplomático y escritor ecuatoriano Pedro Carbo Noboa. A lo largo de esta calle quedan instituciones como: el Registro Civil, el Banco del Seguro Social, La Junta de Beneficencia de Guayaquil y el Correo del Ecuador.

## Esculturas
El 9 de octubre de 1909 se colocó un monumento a Pedro Carbo Noboa, quien fallecido 15 años antes, en 1894. Esta estatua fue gestionada por la ciudadanía guayaquileña. La escultura fue obra del escultor Augusto Faggioni en mármol de Carrara y situada en la actual plaza La Merced. En las calles Avenida Nueve de Octubre y Pedro Carbo se encuentra la escultura del personaje folclórico Jacinto León conocido como el hombre de la galleta.